# Ramón Fonst
Ramón Fonst Segundo (né le 31 juillet 1883  et décédé le 9 septembre 1959 à La Havane) est un escrimeur cubain qui gagna quatre titres olympiques.
Il fut grâce à sa victoire en 1900 le premier latino-américain vainqueur d'un titre olympique.
Après sa carrière sportive Ramón Fonst devint le président du comité olympique cubain.

## Palmarès
- Jeux olympiques[2]
  -  Champion olympique d’épée en 1900 aux Jeux olympiques de Paris.
  -  Champion olympique de fleuret en 1904 aux Jeux olympiques de Saint-Louis.
  -  Champion olympique de fleuret par équipe en 1904 aux Jeux olympiques de Saint-Louis.
  -  Champion olympique d’épée en 1904 aux Jeux olympiques de Saint-Louis.
  -  Médaillé d'argent de l'épée amateurs/maîtres d'armes en 1900 aux Jeux olympiques de Paris.